# Médaille Morningside
Pour les articles homonymes, voir Morningside.
La Médaille Morningside de mathématiques est une distinction mathématique décernée à des mathématiciens exceptionnels d'origine chinoise et âgés de moins de 45 ans, pour leurs découvertes fécondes en mathématiques et mathématiques appliquées. Les lauréats de la médaille Morningside sont traditionnellement annoncés lors de la cérémonie d'ouverture du congrès triennal des mathématiciens chinois (International Congress of Chinese Mathematicians, ICCM ). Chaque médaillé Morningside reçoit un certificat, une médaille et une somme de 25 000 $ pour la médaille d'or, ou 10 000 $ pour la médaille d'argent.
La médaille affiche un ruban de Möbius et un domaine fondamental du groupe modulaire. La distinction a été créée en 1998 et a été décernée pour la première fois lors du congrès ICCM de Pékin cette année-là.

## Lauréats de la médaille d'or
En 1998, les deux lauréats sont : 
- Chang-Shou Lin (en) (Université nationale Chung Cheng) pour ses travaux en géométrie différentielle et sur les équations aux dérivées partielles ;
- Shou-Wu Zhang (Université Columbia) pour ses travaux en géométrie algébrique arithmétique et en théorie des nombres.

En 2001, les deux lauréats sont : 
- Jun Li (en) (Université Stanford) pour ses travaux en géométrie algébrique ;
- Horng-Tzer Yau (Université de New York) pour ses travaux en physique mathématique.

En 2004, les quatre lauréats sont : 
- Thomas Hou (California Institute of Technology) pour ses travaux en mathématique numérique et les applications des équations aux dérivées partielles ;
- Kefeng Liu (Université du Zhejiang) pour ses travaux sur les générations elliptiques d'Edward Witten, la symétrie-miroir et les espaces modulaires en géométrie algébrique ;
- Zhouping Xin (en)[2] (Université chinoise de Hong Kong) pour ses travaux sur les équations aux dérivées partielles non-linéaires et plus spécialement la preuve de l'existence de solutions à la conjecture de Prandtl en théorie de la couche limite ; *Zhiliang Ying (en) (Université Columbia) pour ses travaux en statistiques, notamment les processus stochastiques.

En 2007, les deux lauréats sont : 
- Jianqing Fan (Université Princeton) pour ses travaux en statistiques ;
- Xu-Jia Wang (en)[3] (Université nationale australienne) pour ses travaux sur les équations aux dérivées partielles elliptiques non-linéaires et la théorie de la mesure de Hesse, la résolution d'un problème longtemps resté ouvert en géométrie affine et en et géométrie différentielle.

En 2010, les trois lauréats sont : 
- Mu-Tao Wang (Université Columbia) ;
- Sijue Wu (Université du Michigan) ;
- Jun S. Liu (en) (Université Harvard).

En 2013, les trois lauréats sont : 
- He Xuhua (en) (Université des Sciences et Technologies de Hong Kong) ;
- Tian Ye (Académie chinoise des sciences) ;
- Xianfeng Gu[4] (Université d'État de New York à Stony Brook) en mathématiques appliquées.

En 2016, les trois lauréats sont : 
- Wei Zhang (Université Columbia) ;
- Si Li (Université Tsinghua)
- Wotao Yin (en)[5] (Université de Californie à Los Angeles).

En 2019, les deux lauréats sont : 
- Zhiwei Yun (Massachusetts Institute of Technology)
- Xinwen Zhu (California Institute of Technology)[6]

En 2022 Ding Jian, (Université de Pékin) « pour la résolution de plusieurs problèmes de longue date en probabilités et en physique mathématique ».

## Lauréats de la médaille d'argent
En 1998, les quatre lauréats sont : Raymond Chan (Université chinoise de Hong Kong) pour ses travaux en mathématique numérique ; Chong-Qing Cheng (Université de Nankin) pour ses travaux sur les systèmes dynamiques et la dynamique hamiltonienne ; Kefeng Liu (Université de Californie à Los Angeles) pour ses travaux en topologie, en géométrie et en physique mathématique ; Tong Yang (Université municipale de Hong Kong).
En 2001, les quatre lauréats sont : Daqing Wan (en) (Université de Californie à Irvine) pour sa preuve de la conjecture de Bernard Dwork sur les L-fonctions sur un corps fini ; Chin-Lung Wang (Université Tsing Hua) pour ses travaux sur les variétés algébriques singulières ; Sijue Wu (Université du Maryland) pour sa preuve de la stabilité locale des problèmes de vagues d'eau dans des espaces de Sobolev et pour n'importe quelle dimension ; Nanhua Xi (Académie chinoise des sciences) pour sa solution d'une conjecture de George Lusztig.
En 2004, les trois lauréats sont : Jinyi Cai (Université du Wisconsin à Madison) pour ses travaux sur la solution du problème longtemps resté ouvert de Juris Hartmanis et ses Contributions à la théorie de la complexité ; Aiko Liu (Université de Californie à Berkeley) pour ses contributions à la théorie de Seiberg-Witten et la topologie des variétés symplectiques d'ordre 4 ; Zhu Xiping (Université Zhongshan) pour ses travaux sur les flots de Ricci sur des variétés de Kähler et la géométrie des variétés de Kähler à courbure positive.
En 2007, les cinq lauréats sont : Chiu-Chu Melissa Liu (Université Columbia) pour ses travaux sur l'invariant de Gromov-Witten, la théorie des sommets topologiques, une nouvelle définition de la masse quasi-locale en théorie de la relativité générale ; Lizhen Ji (en) (Université du Michigan) pour ses travaux en géométrie spectrale ; Shi Jin (Université du Wisconsin à Madison) pour ses méthodes numériques sur les ondes de haute fréquence dans les milieux hétérogènes et ses méthodes multi-échelles sur les équations différentielles cinétiques et hyperboliques ; Chiun-Chuan Chen (Université nationale de Taïwan) pour l'étude des équations aux dérivées partielles elliptiques non-linéaires et la régularité des équations de Navier-Stokes ; Tian Ye (Académie chinoise des sciences) pour ses études sur la conjecture de Birch et Swinnerton-Dyer, toutes deux pour les courbes elliptiques et pour certaines variétés abéliennes à multiplication complexe.
En 2010, les trois lauréats sont : Jungkai Alfred Chen et Meng Chen (Université nationale de Taïwan et Université Fudan) ; Jixiang Fu (Université Fudan) ; Juncheng Wei (en) (Université chinoise de Hong Kong).
En 2013, les quatre lauréats sont : Chieh-Yu Chang (National Tsing Hua University (en)) ; Xiaoqing Li (Université d'État de New York à Buffalo) ; Hao Xu (Université Harvard) ; Tai-Peng Tsai (Université de la Colombie-Britannique).
En 2016, les six lauréats sont : Bing-Long Chen (Université Sun-Yat-sen) ; Kai-Wen Lan (de) (Université du Minnesota) ; Ronald Lok Ming Lui (Université chinoise de Hong Kong) ; Jun Yin (Université du Wisconsin à Madison) ; Lexing Ying (Université Stanford) ; Zhiwei Yun (Université Stanford).
- 2019 Zhengwei Liu (Université Harvard)[10]

- 2022 Miao Shuang (Université de Wuhan), Wu Hao (Université Tsinghua), Eric T. Chung (Université chinoise de Hong Kong), Yu-Wei Fan (Université Tsinghua) et Chen Gao (Université de Sciences et Technologies de Chine)[7]